# Neil Crompton
Neil Crompton, född den 30 juli 1960, är en australisk före detta racerförare.

## Racingkarriär
Crompton började tävla med bilar 1985 efter att ha kört motocross som ung. Han tävlade sermera många år i ATCC / V8 Supercar med tre andraplatser i omgångar som sina främsta placeringar. Han tävlade även i endurancetävlingar, och blev trea i Bathust 1000 1992 (med Anders Olofsson) och 1995 (med Wayne Gardner). Han tävlade fram till 2002, då han valde att sluta och istället blev en uppskattad kommentator i de australiska V8 Supercar-sändningarna.